# Subsecretari de stat în Guvernul Gheorghe Tătărăscu (3)
În Guvernul Gheorghe Tătărăscu (3) au fost incluși și subsecretari de stat, provenind de la diverse partide.

## Subsecretari de stat
- Subsecretar de stat la Președinția Consiliului de Miniștri

Petre Bejan (23 februarie - 14 noiembrie 1937)
- Subsecretar de stat la Ministerul de Interne

Aurelian Bentoiu (29 august 1936 - 23 februarie 1937)
General Gabriel Marinescu (23 februarie - 14 noiembrie 1937)
- Subsecretar de stat la Ministerul de Interne

Vasile Bârcă (29 august 1936 - 14 noiembrie 1937)
- Subsecretar de stat la Ministerul de Externe

Victor Bădulescu (29 august 1936 - 14 noiembrie 1937)
- Subsecretar de stat al Aerului din Ministerul Apărării Naționale (transformat la 13 noiembrie 1936 în Ministerul Aerului și Marinei)

Nicolae Caranfil (29 august - 13 noiembrie 1936)
- Subsecretar de stat la Ministerul Apărării Naționale

General Alexandru Glatz (23 februarie - 14 noiembrie 1937)
- Subsecretar de stat la Ministerul Apărării Naționale

General Paul Teodorescu (4 septembrie - 14 noiembrie 1937)
- Subsecretar de stat la Ministerul Armamentului

Petre Bejan (29 august 1936 - 23 februarie 1937)
23 februarie 1937 - Ministerul Armamentului a fost desființat.
- Subsecretar de stat la Ministerul de Justiție

Aurelian Bentoiu (23 februarie - 14 noiembrie 1937)
- Subsecretar de stat la Ministerul de Finanțe

Dumitru Alimănișteanu (29 august 1936 - 14 noiembrie 1937)
- Subsecretar de stat la Ministerul Instrucțiunii Publice

Iuliu Valaori (29 august - 15 octombrie 1936)
15 octombrie 1936 - Iuliu Valaori a decedat.
- Subsecretar de stat la Ministerul Instrucțiunii Publice

Florian Ștefănescu-Goangă (29 august 1936 - 14 noiembrie 1937)
- Subsecretar de stat la Ministerul Industriei și Comerțului

Nicolae Gh. Leon (29 august 1936 - 7 aprilie 1937)
Mihail Berceanu (7 aprilie - 14 noiembrie 1937)
7 aprilie 1937 - Nicolae Gh. Leon a demisionat, fiind numit în funcția de cenzor la Banca Națională a României.
- Subsecretar de stat la Ministerul Agriculturii și Domeniilor

Mihail Berceanu (29 august 1936 - 7 aprilie 1937)
- Subsecretar de stat la Ministerul Agriculturii și Domeniilor

Tiberiu Moșoiu (29 august 1936 - 14 noiembrie 1937)

## Sursa
- Stelian Neagoe - "Istoria guvernelor României de la începuturi - 1859 până în zilele noastre - 1995" (Ed. Machiavelli, București, 1995)